# Noyesius testaceus
Noyesius testaceus är en stekelart som beskrevs av Boucek 1988. Noyesius testaceus ingår i släktet Noyesius och familjen finglanssteklar. Inga underarter finns listade i Catalogue of Life.